# Lalela Mswane
Lalela Mswane (Richards Bay, Sudáfrica, 27 de marzo de 1997) es una modelo y reina de belleza sudafricana que fue coronada Miss Supranacional 2022. Anteriormente fue coronada Miss Sudáfrica 2021 y representó a Sudáfrica en Miss Universo 2021, terminando como segunda finalista.

## Primeros años y educación
Mswane nació en Richards Bay, en la provincia de KwaZulu-Natal de Sudáfrica. Su padre, Muntu Mswane, era un exdiplomático y ministro nacido en Suazilandia que murió en 2010, mientras que su madre, Hleliselwe, trabajaba como empleada de cuentas y ama de casa. Es la menor de tres hermanos y tiene un hermano y una hermana mayores. Después de completar su educación secundaria en Pro Arte Alphen Park en 2015, Mswane se inscribió en la Universidad de Pretoria y luego se graduó con una licenciatura en derecho.
Antes de convertirse en Miss Sudáfrica, Mswane trabajó como modelo profesional y firmó con la agencia de modelos sudafricana Alushi Models.

## Participación en concursos de belleza

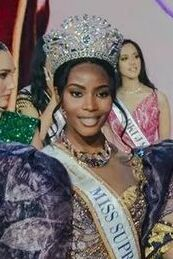
Mswane en el evento "Puteri Indonesia" en 2023

Mswane comenzó su carrera en los concursos de belleza luego de participar en el certamen Matric Experience 2015, donde terminó como primera finalista.

### Miss Sudáfrica 2021
El 6 de julio de 2021, Mswane fue anunciada como una de las 30 mujeres preseleccionadas para la competencia Miss Sudáfrica 2021. Luego de una serie adicional de entrevistas y votaciones públicas, el 3 de agosto fue anunciada como una de las diez semifinalistas que avanzaron a la final televisada.
La final de Miss Sudáfrica 2021 se celebró el 16 de octubre en el Grand West Arena de Ciudad del Cabo. Después de participar en las porciones de traje de baño y vestido de noche de la competencia, Mswane avanzó como miembro de los cinco primeros. Más tarde compitió en la ronda de preguntas y respuestas, y fue seleccionada como una de las tres finalistas, antes de ser coronada como Miss Sudáfrica 2021. Como Miss Sudáfrica, Mswane recibió una variedad de premios y recompensas, incluido R1 millón, una residencia de un año en un apartamento completamente amueblado en Sandton, un contrato de arrendamiento de un año en un Mercedes-Benz Clase C y la oportunidad de representar Sudáfrica en Miss Universo 2021.

### Miss Universo 2021
El 14 de noviembre de 2021, el gobierno de Sudáfrica retiró su apoyo a Miss Sudáfrica 2021 para el certamen de belleza Miss Universo 2021 porque el evento está organizado en Israel. Antes del retiro del gobierno, la cuenta oficial de Instagram de Miss SA confirmó en una publicación con comentarios deshabilitados, que Lalela asistirá a pesar de la clara indignación pública en su contra por parte de una cuarta parte de los sudafricanos. El 27 de noviembre, Lalela actualizó en su página de Instagram que decidió participar en Miss Universo después de semanas de ausencia y recibió respuestas positivas de la mayoría del público en la sección de comentarios de su publicación. El 12 de diciembre de 2021, Lalela compitió por el título de Miss Universo 2021 en Eilat, Israel. Terminó como segunda finalista, obteniendo la posición más alta de Sudáfrica desde 2019 cuando Zozibini Tunzi ganó el título.

### Miss Supranacional 2022
El 15 de febrero de 2022, la Organización Miss SA anunció que Mswane también representará a Sudáfrica en la 13.ª edición de Miss Supranacional pocos meses después de competir en Miss Universo. El anuncio recibió críticas positivas y negativas en línea. El 15 de julio de 2022, Mswane fue aclamada como la nueva Miss Supranacional. Durante la ronda final de preguntas y respuestas, se le preguntó: «¿Por qué la gente teme perder cosas que ni siquiera tiene?» Mswane respondió:

«Yo sufría por perder cosas que no tengo. Es por miedo a la perfección o a las presiones del mundo y por tratar de buscar en la felicidad que no tienes… Una actitud de gratitud debe ser algo que inculcar todos los días».